# لوئیس ساتورا
لوئیس ساتورا (انگلیسی: Luis Satorra؛ زادهٔ ۱۳ سپتامبر ۱۹۶۹) بازیکن فوتبال اهل فرانسه است.
از باشگاه‌هایی که در آن بازی کرده‌است می‌توان به باشگاه ورزشی آمیان و باشگاه فوتبال سدان اشاره کرد.